# 東海大学男子バスケットボール部シーガルス
東海大学シーガルス（とうかいだいがくシーガルス、英: Tokai Univ. Seagulls）は、東海大学体育会に所属している男子バスケットボールチーム。1960年創部。関東大学バスケットボール連盟所属。神奈川県平塚市の湘南キャンパスを拠点としている。

## 歴史
- 1960年 同好会として結成。
- 2001年 元NKKの選手で全日本でも活躍した陸川章が監督に就任。チームは成績が上向くようになる。
- 2005年 第57回全日本学生バスケットボール選手権大会優勝。
- 2006年 関東大学1部リーグ優勝。第58回全日本学生バスケットボール選手権大会優勝、連覇。
- 2007年 全日本総合バスケットボール選手権大会（オールジャパン）の準々決勝で、慶應義塾大学を下し、チーム初及び学生では21年ぶりとなるベスト4に進出。
- 2012年 第64回全日本大学バスケットボール選手権大会優勝。
- 2013年 第65回全日本大学バスケットボール選手権大会優勝、連覇。
- 2018年 第70回全日本大学バスケットボール選手権記念大会優勝。
- 2020年 第72回全日本大学バスケットボール選手権大会優勝。
- 2022年 第74回全日本大学バスケットボール選手権大会優勝。

## 主な成績
- 全日本大学バスケットボール選手権大会優勝：7回（2005年、2006年、2012年、2013年、2018年、2020年、2022年）[1]

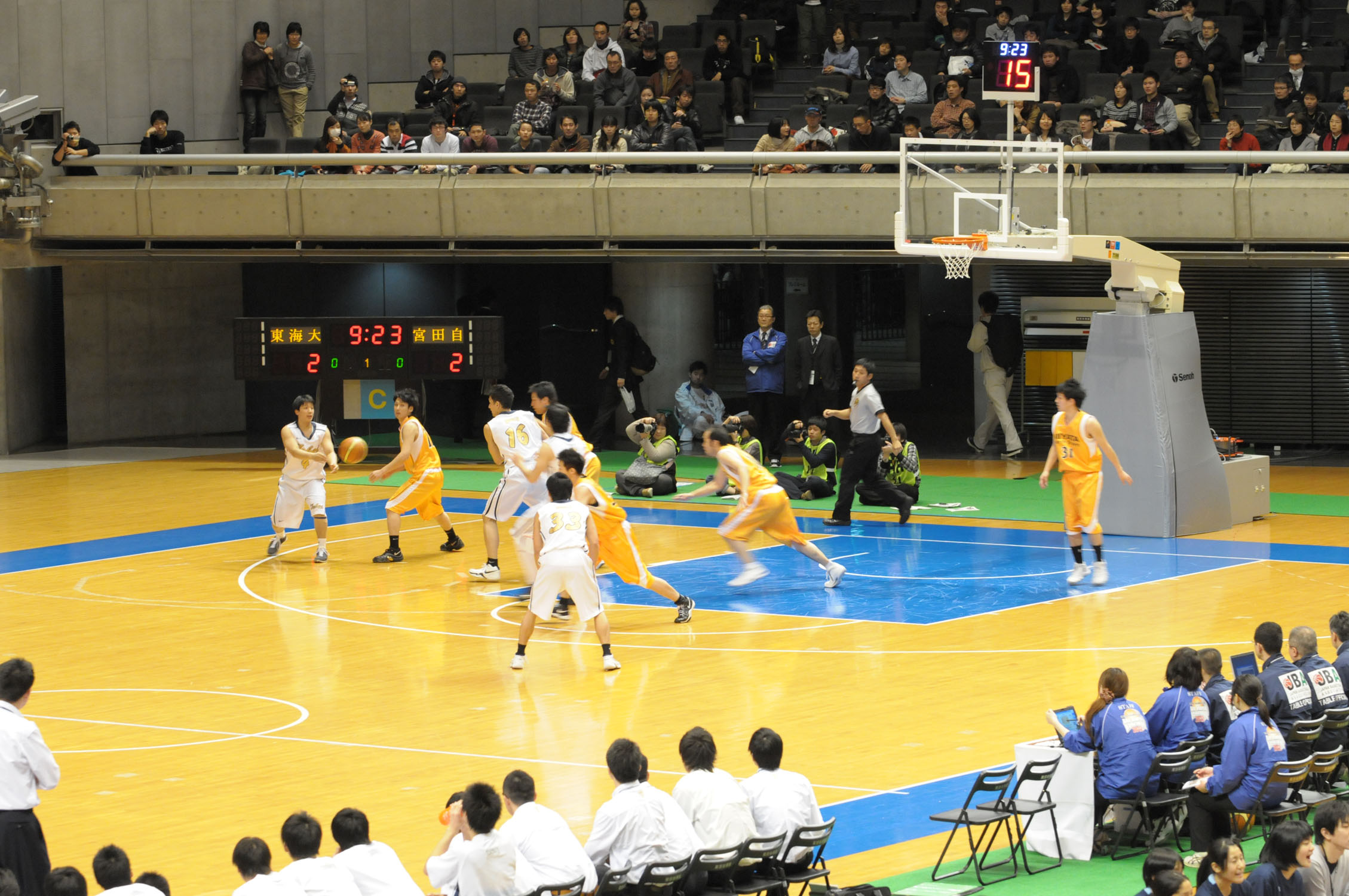
2012年全日本総合バスケットボール選手権大会2回戦、東海大学対宮田自動車。東京体育館
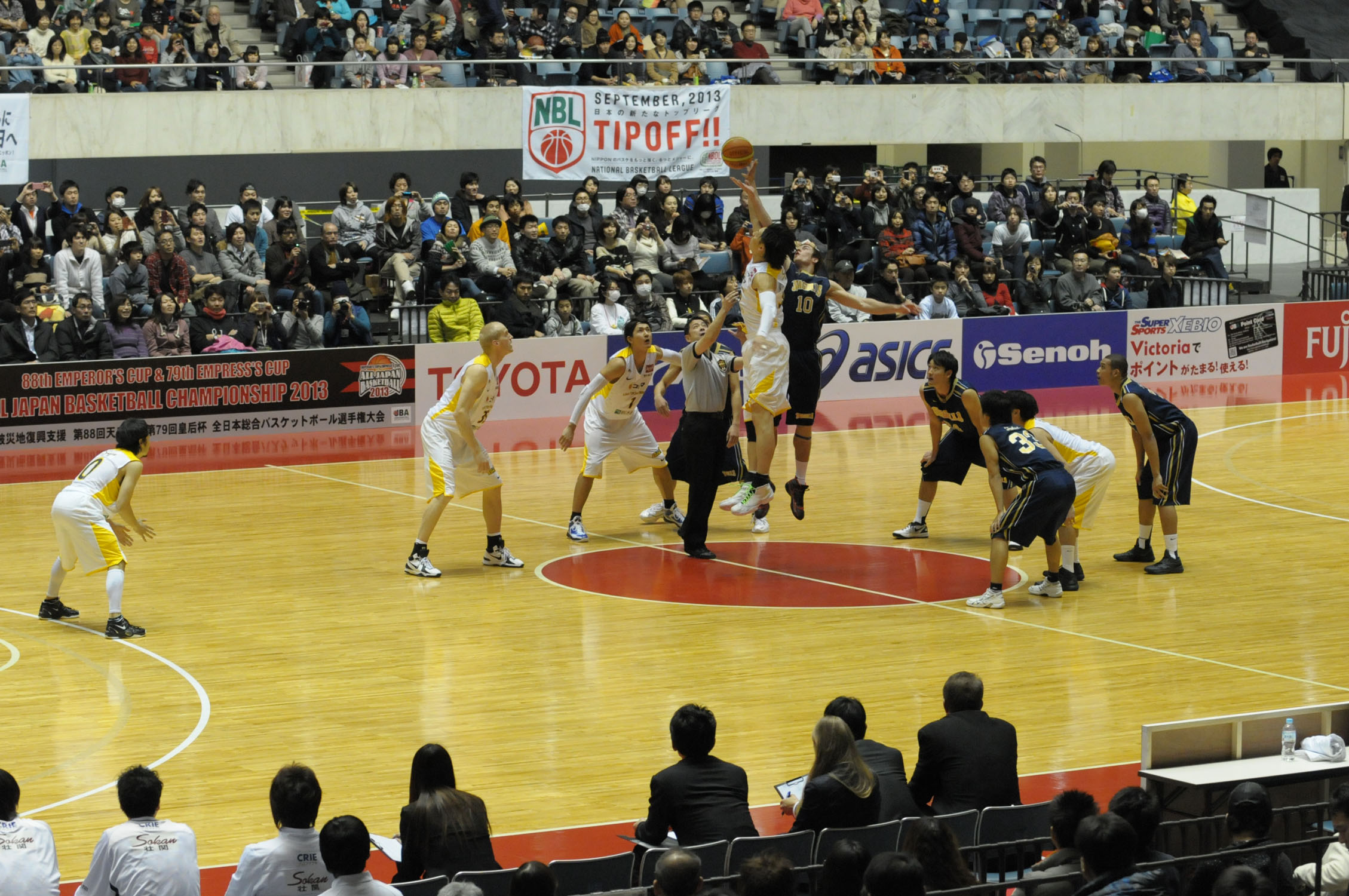
2013年全日本総合バスケットボール選手権大会3回戦、リンク栃木ブレックス対東海大学。代々木第一体育館
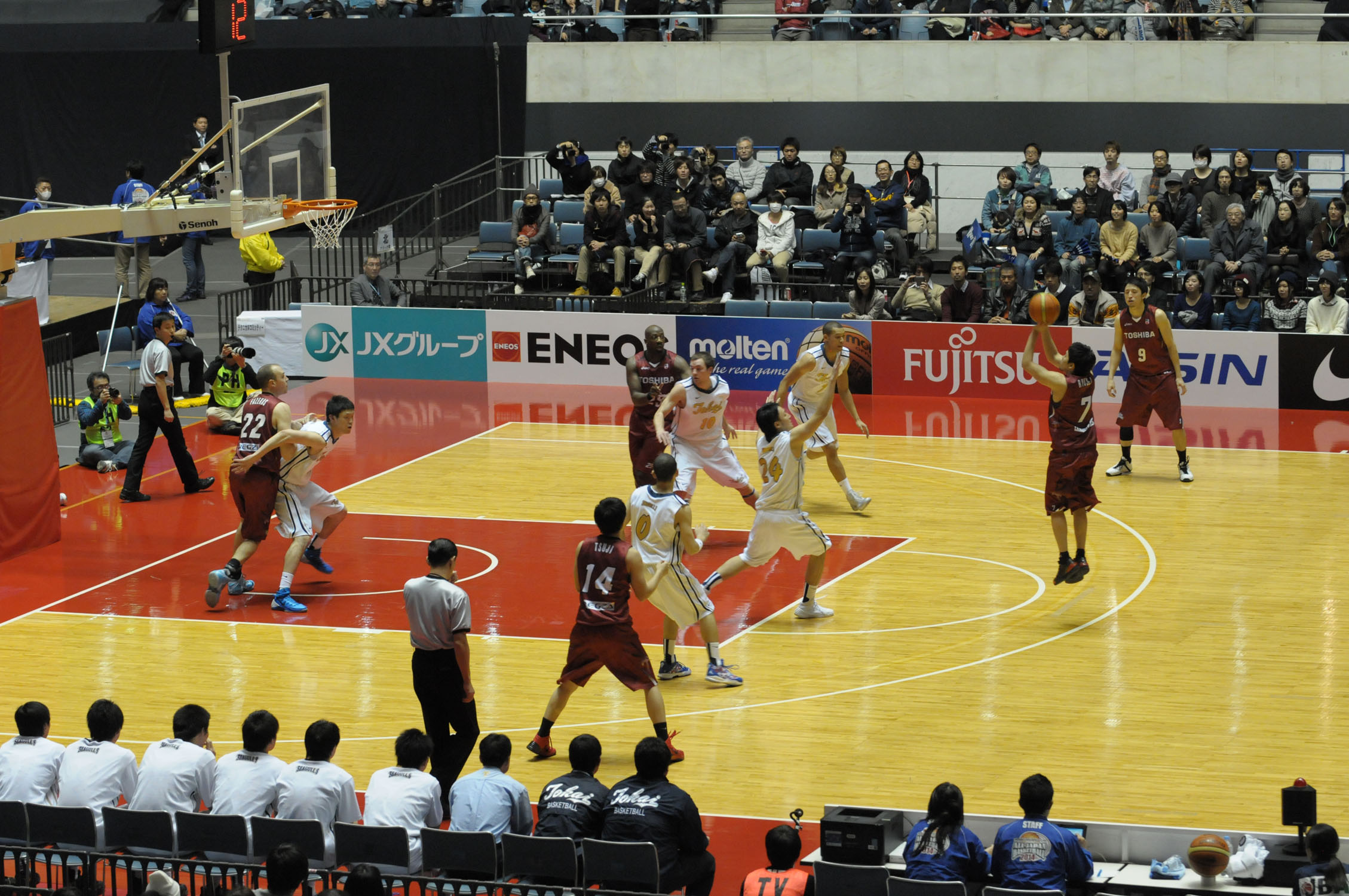
2014年全日本総合バスケットボール選手権大会準々決勝、東海大学対東芝ブレイブサンダーズ神奈川。代々木第一体育館

## 主な卒業生
- 山根謙二
- 勝又英樹
- 白澤広宇
- 池田雄一
- 西堂雅彦
- 阿部佑宇
- 井上聡人
- 石崎巧
- 内海慎吾
- 竹内譲次
- 松山晃士
- 小林慎太郎
- 西垣仁貴
- 安部潤
- 池田千尋
- 中濱達也
- 西村文男
- 嶋田基志
- 古川孝敏
- 宇都宮正
- 前村雄大
- 多嶋朝飛
- 大塚裕土
- 遥天翼
- 関野剛平
- 伊藤達哉
- 頓宮裕人
- 橋本晃佑
- ザック・バランスキー
- ベンドラメ礼生
- 晴山ケビン
- 狩野祐介
- 満原優樹
- 坂本健
- 田中大貴
- 須田侑太郎
- 佐藤正成
- 高山師門
- 中山拓哉
- 藤永佳昭
- 白戸大聖
- 三ツ井利也
- 佐藤卓磨
- 卜部兼慎
- 徳川慎之介
- 鮫島宗一郎
- 上原壮大郎